# Tirolski klobuk
Tirolski klobuk (nemško Tirolerhut, italijansko cappello alpino), tudi bavarski klobuk ali alpski klobuk, je vrsta pokrivala, ki izvira iz Tirolske v Alpah, na ozemlju, ki je danes del Avstrije, Nemčije, Italije in Švice. Je bistveni in prepoznavni element lokalne narodne noše ali trahte.

## Opis
Tipičen tirolski klobuk je narejen iz zelene klobučevine, ki je prvotno imel krono, ki se je zožila na konico, in rob v širino približno dlani, kar je bilo še posebej pogosto v Zillertalu, tirolski dolini v Avstriji.
Poleg različnih oblik in širine robov so klobuki značilno okrašeni z barvnim vrvičastim trakom in razpršenim cvetjem, perjem ali čopom ob strani temena. Tradicionalen čop, znan kot gamsbart, je narejen iz brade gamsa. Velik in vpadljiv lahko vsebuje na tisoče posameznih dlak in stane med 2500 in 3000 €. Ima različne oblike in se lahko pogosto kombinira s perjem.

## Zgodovina
V 19. in 20. stoletju so tirolske noše razvile določeno stopnjo enotnosti v svojem videzu. V lokalnih vaških nošah na Tirolskem so različni slogi tirolskih klobukov preživeli od 1830-ih do 1840-ih, čeprav so podobni tistim iz sodobne mode. Te izvirne oblike se razlikujejo od visokih klobukov s sorazmerno ozkimi krajci na Severnem Tirolskem, ki so bili na vrhu nazobčani, do majhnih klobukov s širokimi krajci južnotirolske vinske dežele.
Kasneje je tirolski klobuk postal nosilec podobe »tirolske kulture« kot turistični simbol, zelo priljubljen na ljudskih srečanjih in festivalih piva, kot je münchenski Oktoberfest in pod vplivom skupin ljudske glasbe, ki so nosile domišljijske »lokalne« noše. Glasbenik Billy Mo je leta 1962 napisal pesem z naslovom Ich kauf' mir lieber einen Tirolerhut (Raje bi kupil tirolski klobuk), ki je okrepil povezavo med klobukom in tradicionalno alpsko (pihalna godba) ljudsko glasbo. Leta 1965 se je pod istim naslovom pojavil komični muzikal.
Tirolski klobuk je postal še bolj znan po zaslugi Edvarda VIII. Britanskega, ki se je po abdikaciji pogosto zadrževal na avstrijskem Štajerskem in pogosto nosil tirolski klobuk, čeprav ni prišel od tam. Pravijo, da je bil tirolski klobuk navdih za homburg, slog, ki ga je populariziral njegov dedek Edvard VII.

## Galerija
- Fant s tirolskim klobukom in opico. Olje na platnu, ok. 1834
- Andreas Hofer z značilnim ploščatim klobukom s širokimi krajci južnotirolskega tipa (posmrtni portret, sredina 19. stoletja)
- Avtoportret s tirolskim klobukom, Lovis Corinth
- Enostavna različica tirolskega klobuka
- Siva varianta tirolskega klobuka